# Chronologie des arts plastiques
La chronologie des arts plastiques présente, sur une échelle de temps, les dates de naissance et de mort des principales figures liées aux arts plastiques (peintres, sculpteurs, graveurs, dessinateurs, etc.) ainsi que des dates de création de leurs œuvres et les grands évènements ayant marqué l'histoire des arts plastiques.

## Accès direct aux grandes périodes de la chronologie
| Préhistoire | Premières civilisations | Jusqu'à l'an 1000 | XIe siècle | XIIe siècle | XIIIe siècle | XIVe siècle | XVe siècle | XVIe siècle | XVIIe siècle | XVIIIe siècle | XIXe siècle | XXe siècle | XXIe siècle |
| ----------- | ----------------------- | ----------------- | ---------- | ----------- | ------------ | ----------- | ---------- | ----------- | ------------ | ------------- | ----------- | ---------- | ----------- |

## Préhistoire
| Période           | Artistes | Œuvres ou événements marquants |
| ----------------- | -------- | --- |
| Art préhistorique |          | ca. -500000 : Vénus de Tan-Tan et Vénus de Berekhat Ram sculptées ca. -80000 : Collier de coquillages Nassarius et un crayon ocre rouge gravé dans la Grotte de Blombos en Afrique du Sud ca. -40000 : Art préhistorique créé par un Homme de Néandertal. La tradition Pré-estuarienne commence dans l'Habitat troglodytique dans le nord de l'Australie ca. -35600 : Peintures dans la Grotte d'Altamira ca. -30000 : Peintures dans la Grotte Chauvet en France. Sculpture de l'Homme lion ca. -28000 : Peintures et gravures dans les grottes d'Arcy-sur-Cure ca. -25000 : Représentations féminines des Vénus de Hohle Fels, Vénus de Willendorf, Vénus de Lespugue, Vénus de Dolní Věstonice, Vénus de Laussel, Vénus de Brassempouy (La Poire) et Dame de Brassempouy ca. -20000 : Bison se léchant à l'Abri de la Madeleine en France. Venus de Laussel ca. -17000 : Premières peintures de la Grotte de Lascaux ca. -13000 : Gravures dans la Grotte des Trois-Frères, notamment le Sorcier (art rupestre) ca. -10000 : Gravures rupestres du Tassili ca. -9000 : Gravure des Girafes de Dabous au Niger ca. -8000 : Peintures rupestres du Sahara et à Roca dels Moros et dans la Cueva de las Manos ca. -7250 : Tradition des crânes en plâtre à Jéricho et 'Ain Ghazal dans le Levant ca. -5000 : Gravures rupestres du Sud-oranais et de la région de Djelfa |

## Premières civilisations

### Antiquité égyptienne
| Période                 | Artistes | Œuvres ou événements marquants                                                     |
| ----------------------- | -------- | ---------------------------------------------------------------------------------- |
| Art de l'Égypte antique |          | ca. -2600-2350 : Le Scribe accroupi -57 : Le Temple d'Horus est construit à Edfou. |

### Antiquité grecque
| Période                 | Artistes                                                               | Œuvres ou événements marquants |
| ----------------------- | ---------------------------------------------------------------------- | --- |
| Art de la Grèce antique | IVe siècle av. J.-C. : Apelle de Cos ca. 400-326 av. J.-C. : Praxitèle | Aphrodite de Cnide et Hermès portant Dionysos enfant de Praxitèle IVe siècle av. J.-C. : Jardins suspendus de Babylone XIe siècle av. J.-C. : Obélisque noir de Shalmaneser III |

### Antiquité préromaine
| Période                                             | Artistes                                                         | Œuvres ou événements marquants |
| --------------------------------------------------- | ---------------------------------------------------------------- | --- |
| Période archaïque étrusque 600-480 av. J.-C.        | Peintres des tombes en hypogée, Ateliers de terre-cuite de Caere | Tombes peintes : Nécropole de Monterozzi, Tombe du quadrige infernalArt funéraire : statue cinéraire, Sarcophage des Époux, bas-relief en pietra fetida Statuaire et poterie : Lion ailé de Vulci, bucchero a stampo |
| Période classique étrusque 470-350 av. J.-C.        | Ateliers du bronze Ateliers des carrières d'albâtre de Volterra  | Grands bronzes (Cista Ficoroni, statuaire : Chimère d'Arezzo), céramique à vernis noir, vases du groupe Clusium Art funéraire : sarcophage, urnes en marbre et en albâtre                                            |
| Période hellénistique étrusque 230-100 av. J.-C.    |                                                                  | Orfèvrerie, tablettes inscrites ; bronzetti : Ombra della seraArt funéraire : urne en terracotta |
| Assimilation après romanisation Après 100 av. J.-C. |                                                                  | Statuaire : L'Arringatore |

### Antiquité romaine
| Période                            | Artistes | Œuvres ou événements marquants     |
| ---------------------------------- | -------- | ---------------------------------- |
| Art de la Rome antique avant J.-C. |          | 230-220 av. J.-C. : Galate mourant |

### Arts précolombiens
| Période       | Artistes | Œuvres ou événements marquants                                                                               |
| ------------- | -------- | --- |
| Art aztèque   |          | Pierre du Soleil, monolithe de Coyolxauhqui, monolithe de Coatlicue Sculptures et bas-reliefs à Tenochtitlan |
| Art inca      |          | |
| Art maya      |          | |
| Art olmèque   |          | Sculptures en pierre à La Venta                                                                              |
| Art toltèque  |          | |
| Art zapotèque |          | |

## Jusqu'à l'an 1000
La frise suivante présente les périodes d'expression prédominante des différents mouvements artistiques apparus en Europe (orange), en Asie (jaune), au Moyen-Orient (vert), en Russie (rouge) et en Amérique (orange sombre) :
| Années   | Naissances | Décès | Œuvres ou événements marquants |
| -------- | ---------- | ----- | --- |
| 1→100    |            |       | Débuts de l'enluminure antique. |
| 101→200  |            |       | Statue équestre de Marc Aurèle Statuette de Tuxtla Stèle n° 1 de La Mojarra                                                        |
| 201→300  |            |       | |
| 301→400  |            |       | |
| 401→500  |            |       | Mosaïques du mausolée de Galla Placidia (Ravenne)                                                                                  |
| 501→600  |            |       | Mosaïques de Saint-Apollinaire-le-Neuf et Saint-Vital (Ravenne) Débuts de la mosaïque byzantine. Débuts de l'enluminure byzantine. |
| 601→700  |            |       | |
| 701→800  |            |       | 725-755 : Temple de Kailâsanâtha (Ellorâ) Art iconoclaste dans l'empire byzantin. Débuts de la miniature persane.                  |
| 801→900  |            |       | Débuts de la peinture byzantine.                                                                                                   |
| 901→1000 |            |       | |

## Principaux mouvements artistiques depuis l'an 1000
La frise suivante présente les périodes d'expression prédominante des différents mouvements artistiques apparus en Europe (orange), en Asie (jaune), au Moyen-Orient (vert), en Russie (rouge) et aux États-Unis (orange sombre) :

## XIesiècle
| 1001→1010 | Yi Yuanji (1000)                        |                   |                                                                       |
|           |                                         |                   |                                                                       |
| Années    | Naissances                              | Décès             | Œuvres ou événements marquants                                        |
| 1011→1020 | Wen Tong (1019) Guo Xi (1020)           |                   |                                                                       |
| 1021→1030 |                                         |                   |                                                                       |
| 1031→1040 | Su Shi (1037)                           |                   |                                                                       |
| 1041→1050 | Huang Tingjian (1045) Li Gonglin (1049) |                   |                                                                       |
| 1051→1060 | Mi Fu (1051)                            | Xu Daoning (1051) |                                                                       |
| 1061→1070 |                                         |                   | Cui Bai peint Double bonheur (1061)                                   |
| 1071→1080 | Wen Tong (1079)                         |                   | Guo Xi peint Début de printemps (1074)                                |
| 1081→1090 | Song Huizong (1082)                     |                   | Zhang Zeduan termine Le Jour de Qingming au bord de la rivière (1085) |
| 1091→1100 |                                         | Guo Xi (1090)     |                                                                       |

## XIIesiècle
| Années    | Naissances                       | Décès                                                              | Œuvres ou événements marquants                                                                                     |
| --------- | -------------------------------- | ------------------------------------------------------------------ | --- |
| 1101→1110 |                                  | Su Shi (1101) Huang Tingjian (1105) Li Gonglin (1106) Mi Fu (1107) | |
| 1110→1119 |                                  | Wang Ximeng (1119)                                                 | Mosaïque Démétrios de Thessalonique terminée (1113) Wang Ximeng complète Mille lis de rivières et montagnes (1113) |
| 1120→1129 |                                  |                                                                    | Li Tang peint Vent dans les pins au milieu de dix mille vallées (1124)                                             |
| 1130→1139 | Nicolas de Verdun (1130)         |                                                                    | |
| 1140→1149 |                                  | Zhang Zeduan (1145)                                                | |
| 1150→1159 | Wang Tingyun (1151) Unkei (1151) |                                                                    | |
| 1160→1169 |                                  | Ma Yuan (1160)                                                     | Débuts de l'enluminure gothique.                                                                                   |
| 1170→1179 | Wuzhun Shifan (1178)             |                                                                    | |
| 1180→1189 | Giunta Pisano (1180)             |                                                                    | |
| 1191→1200 | Xia Gui (1195)                   |                                                                    | |

## XIIIesiècle
| Années    | Naissances                                     | Décès                      | Œuvres ou événements marquants                                                                                     |
| --------- | ---------------------------------------------- | -------------------------- | --- |
| 1200→1209 |                                                | Wang Tingyun (1202)        | Débuts de la peinture gothique La Légende des Sept Dormants d'Éphèse, vitraux réalisés pour la Cathédrale de Rouen |
| 1210→1219 | Bonaventura Berlinghieri (1215)                |                            | |
| 1220→1229 | Coppo di Marcovaldo (1225)                     | Unkei (1223)               | Nicolas de Verdun termine la Châsse des rois mages (1225)                                                          |
| 1230→1239 | Gaddo Gaddi (1239)                             |                            | |
| 1240→1249 | Cimabue                                        | Wuzhun Shifan (1249)       | |
| 1250→1259 | Duccio                                         | Giunta Pisano              | |
| 1260→1269 | Giotto (1267)                                  |                            | |
| 1270→1279 |                                                | Coppo di Marcovaldo (1276) | |
| 1280→1289 | Pietro Lorenzetti (1280) Simone Martini (1284) |                            | Maestà du Louvre de Cimabue Madone Rucellai par Duccio di Buoninsegna (1285)                                       |
| 1290→1299 | Ambrogio Lorenzetti (1290)                     |                            | Fresques de la vie de saint François à Assise de Giotto                                                            |

## XIVesiècle
| Années    | Naissances                                                                                            | Décès                                                                       | Œuvres ou événements marquants |
| --------- | --- | --------------------------------------------------------------------------- | --- |
| 1301→1310 | Pétrarque (1304)                                                                                      | 1                                                                           | Fresques de la Chapelle des Scrovegni sont réalisées par Giotto (1305) La Maestà par Duccio di Buoninsegna (1308)                                                                   |
| 1311→1320 | | Duccio                                                                      | |
| 1321→1330 | Puccio Capanna (1325)                                                                                 |                                                                             | |
| 1331→1340 | | Giotto (1337)                                                               | L'Annonciation avec sainte Marguerite et saint Ansanus par Lippo Memmi et Simone Martini (1333) Les Effets du bon et du mauvais gouvernement terminé par Ambrogio Lorenzetti (1339) |
| 1341→1350 | Théophane le Grec                                                                                     | Simone Martini (1344) d'Ambrogio Lorenzetti (1348) Pietro Lorenzetti (1348) | |
| 1351→1360 | Melchior Broederlam (1355)                                                                            |                                                                             | |
| 1361→1370 | Andreï Roublev Hubert van Eyck (1366)                                                                 |                                                                             | |
| 1371→1380 | Robert Campin (1375) Ghiberti (1378)                                                                  | Pétrarque (1374)                                                            | |
| 1381→1390 | Naissance de Masolino da Panicale (1383) Jan van Eyck (1385) Donatello (1386) Les frères de Limbourg  |                                                                             | Jaume Serra (peintre) termine Descente aux enfers (1381) |
| 1391→1400 | Sassetta (1392) Pisanello (1395) Paolo Uccello (1397) Konrad Witz (1398) Rogier van der Weyden (1399) |                                                                             | Achèvement du diptyque de Wilton (artiste inconnu) (1399) |

## XVesiècle
| Années    | Naissances | Décès                                                                                                 | Œuvres ou événements marquants |
| --------- | --- | --- | --- |
| 1401→1410 | Bernat Martorell (1400) Fra Angelico (1406) Masaccio (1406) Fra Filippo Lippi (1406)                                            | | Début du Quattrocento Transfiguration de Jésus par Théophane le Grec. (1408) |
| 1411→1420 | Piero della Francesca Jean Fouquet Enguerrand Quarton                                                                           | Théophane le Grec Les frères de Limbourg (1416)                                                       | Les Trois Maries au tombeau par Hubert van Eyck |
| 1421→1430 | Simon Marmion | Masaccio (1428) Andreï Roublev                                                                        | 1422-1427 : Icône de la Trinité d'Andreï Roublev 1420 : Jan van Eyck est estimé avoir terminé Femme à la toilette 1424 : Vierge à l'Enfant avec sainte Anne par Masaccio et Masolino da Panicale. 1424 : Fra Angelico complète le Retable de Fiesole 1425 : Le Triptyque de Mérode par Robert Campin 1426 : Stefano di Giovanni termine Saint Antoine battu par les démons 1428 : Jan van Eyck termine Portrait d'Isabelle de Portugal |
| 1431→1440 | Mantegna Giovanni Bellini Hans Memling Andrea del Verrocchio (1435) Antonello de Messine Carlo Crivelli                         | | Fin de l'Art médiéval Le Couronnement de la Vierge, Retable de San Marco, L'Annonciation de Cortone et La Descente de Croix de Fra Angelico L'Agneau mystique, L'Annonciation, L'Homme au chaperon bleu, Diptyque de la Crucifixion et du Jugement dernier, Les Époux Arnolfini, Portrait du cardinal Niccolò Albergati, Retable de Gand, Léal Souvenir, L'Homme au turban rouge, La Vierge au chanoine Van der Paele, Triptyque de Dresde, La Vierge dans une église, Portrait de Margareta van Eyck et La Vierge du chancelier Rolin de Jan van Eyck 1430-1432 : David de Donatello Triptyque de Werl par Robert Campin La Descente de Croix par Rogier van der Weyden Paolo Uccello complète le Monument funéraire de Sir John Hawkwood |
| 1441→1450 | Botticelli (1445) Le Pérugin (1448) Domenico Ghirlandaio (1448)                                                                 | van Eyck (1441) Robert Campin (1444) Masolino da Panicale (1447)                                      | 1440 : Robert Campin termine L'Annonciation 1442-1443 : L'Annonciation du couvent San Marco, fresque de Fra Angelico 1444 : La pêche miraculeuse par Paolo Uccello 1445 : Le Triptyque des sept sacrements par Rogier van der Weyden |
| 1451→1460 | Léonard de Vinci (1452) Filippino Lippi (1457) Martin Schongauer Jérôme Bosch                                                   | Stefano di Giovanni (1451) Fra Angelico (1455) Pisanello (1455) Ghiberti (1455)                       | 1450 : Andrea del Castagno termine David avec la tête de Goliath 1451 : Fra Angelico complète les fresques de la Chapelle Nicoline 1452 : Maso Finiguerra découvre la technique de la taille-douce. 1452 : Le Triptyque Braque par Rogier van der Weyden 1452-1458 : Diptyque de Melun de Jean Fouquet |
| 1461→1470 | Carpaccio | Rogier van der Weyden (1460) Donatello (1466) Enguerrand Quarton (1466) Fra Filippo Lippi (1469)      | 1460 : Paolo Uccello termine La Bataille de San Romano |
| 1471→1480 | Dürer (1471) Michel-Ange (1475) Giorgione (1477) Grünewald                                                                      | Paolo Uccello (1475) Antonello de Messine (1479)                                                      | 1473 : La Vierge au buisson de roses de Martin Schongauer 1470 : Paolo Uccello termine Saint Georges et le Dragon |
| 1481→1490 | Hans Baldung (1480) Raphaël (1482) Sebastiano del Piombo (1485) Titien (1485) Andrea del Sarto (1486) Albrecht Altdorfer (1488) | Jean Fouquet (1481) Andrea del Verrocchio (1488) Simon Marmion (1489)                                 | 1478-1482 : Le Printemps de Botticelli 1484-1486 : La Naissance de Vénus de Botticelli |
| 1491→1500 | Ambrosius Holbein (1494) Pontormo (1494) Holbein (1497) Hans Dürer (1490)                                                       | Martin Schongauer (1491) Piero della Francesca (1492) Hans Memling (1494) Domenico Ghirlandaio (1494) | 1490 : Hieronymus Bosch complète le triptyque avec Le Chariot de foin 1494-1498 : La Cène de Léonard de Vinci 1495 : Tilman Riemenschneider sculpte Évêque assis 1499 : Michelangelo complète La Pietà |

## XVIesiècle

### Années 1501 à 1600
| Année | Naissances                            | Décès                   | Œuvres ou événements marquants                                    |
| ----- | ------------------------------------- | ----------------------- | ----------------------------------------------------------------- |
| 1500  | 1er ou 3 novembre : Benvenuto Cellini |                         |                                                                   |
|       |                                       |                         |                                                                   |
| 1501  | Girolamo da Carpi                     |                         | La Tentation de saint Antoine de Jérôme Bosch                     |
| 1502  |                                       |                         | Le Chariot de foin de Bosch                                       |
| 1503  | Agnolo di Cosimo (dit Bronzino)       |                         |                                                                   |
| 1504  |                                       | Filippino Lippi         | Achèvement du David de Michel-Ange Le Jardin des délices de Bosch |
| 1505  |                                       |                         |                                                                   |
| 1506  |                                       | 13 septembre : Mantegna | La Joconde de Léonard de Vinci                                    |
| 1507  |                                       |                         |                                                                   |
| 1508  |                                       |                         |                                                                   |
| 1509  |                                       |                         |                                                                   |

### Années 1510
| Année | Naissances                 | Décès                                       | Œuvres ou événements marquants                                                                          |
| ----- | -------------------------- | ------------------------------------------- | --- |
| 1510  |                            | Giorgione 17 mai : Botticelli               | Apparition de la technique de l'eau-forte en gravure.                                                   |
| 1511  | 30 juillet : Vasari        |                                             | |
| 1512  | Nicolò dell'Abbate         |                                             | Michel-Ange achève le plafond de la chapelle Sixtine L'École d'Athènes de Raphaël                       |
| 1513  |                            |                                             | |
| 1514  |                            |                                             | Melencolia de Dürer Matthias Grünewald complète le Retable d'Issenheim Débuts de la miniature ottomane. |
| 1515  | François Clouet            |                                             | |
| 1516  |                            | Jérôme Bosch 29 novembre : Giovanni Bellini | |
| 1517  |                            |                                             | |
| 1518  | 29 septembre : Le Tintoret |                                             | |
| 1519  |                            | 15 avril : Léonard de Vinci                 | |

### Années 1520
| Année | Naissances | Décès                     | Œuvres ou événements marquants                            |
| ----- | ---------- | ------------------------- | --------------------------------------------------------- |
| 1520  |            | 6 avril : Raphaël         | Débuts du maniérisme.                                     |
| 1521  |            |                           |                                                           |
| 1522  |            |                           |                                                           |
| 1523  |            | Le Pérugin                |                                                           |
| 1524  |            |                           |                                                           |
| 1525  | Brueghel   |                           |                                                           |
| 1526  |            | Carpaccio                 |                                                           |
| 1527  | Arcimboldo | Niccolò Machiavelli       | Hans Holbein le Jeune termine son portrait de Thomas More |
| 1528  | Véronèse   | 6 avril : Dürer Grünewald |                                                           |
| 1529  |            |                           |                                                           |

### Années 1530
| Année | Naissances | Décès                                      | Œuvres ou événements marquants |
| ----- | ---------- | ------------------------------------------ | ------------------------------ |
| 1530  |            |                                            |                                |
| 1531  |            | Andrea del Sarto                           |                                |
| 1532  |            |                                            |                                |
| 1533  |            |                                            | Les Ambassadeurs de Holbein    |
| 1534  |            |                                            |                                |
| 1535  |            |                                            |                                |
| 1536  |            |                                            |                                |
| 1537  |            |                                            |                                |
| 1538  |            | 12 février : Albrecht Altdorfer Hans Dürer |                                |
| 1539  |            |                                            | Vénus d'Urbin de Titien        |

### Années 1540
| Année | Naissances | Décès                 | Œuvres ou événements marquants                            |
| ----- | ---------- | --------------------- | --------------------------------------------------------- |
| 1540  |            |                       |                                                           |
| 1541  | Le Greco   |                       | Le Jugement dernier de Michel-Ange                        |
| 1542  |            |                       |                                                           |
| 1543  |            | 29 novembre : Holbein |                                                           |
| 1544  |            |                       |                                                           |
| 1545  |            |                       |                                                           |
| 1546  |            |                       |                                                           |
| 1547  |            |                       |                                                           |
| 1548  |            |                       | Le Tintoret termine La translation du corps de saint Marc |
| 1549  |            |                       |                                                           |

### Années 1550
| Année | Naissances      | Décès                | Œuvres ou événements marquants |
| ----- | --------------- | -------------------- | ------------------------------ |
| 1550  |                 |                      |                                |
| 1551  |                 |                      |                                |
| 1552  | Hans von Aachen |                      |                                |
| 1553  |                 | 16 octobre : Cranach |                                |
| 1554  |                 |                      |                                |
| 1555  | Dong Qichang    |                      |                                |
| 1556  |                 | Girolamo da Carpi    |                                |
| 1557  |                 |                      |                                |
| 1558  |                 |                      | La Chute d'Icare de Brueghel   |
| 1559  |                 |                      |                                |

### Années 1560
| Année | Naissances               | Décès                    | Œuvres ou événements marquants                                                                               |
| ----- | ------------------------ | ------------------------ | --- |
| 1560  |                          |                          | |
| 1561  |                          |                          | |
| 1562  |                          |                          | Le Triomphe de la Mort de Brueghel                                                                           |
| 1563  |                          |                          | Concile de Trente, débuts de la peinture baroque. Les Noces de Cana de Véronèse La Tour de Babel de Brueghel |
| 1564  | Pieter Brueghel le Jeune | 18 février : Michel-Ange | |
| 1565  |                          |                          | |
| 1566  |                          |                          | |
| 1567  |                          |                          | |
| 1568  |                          |                          | La Parabole des aveugles de Brueghel                                                                         |
| 1569  |                          | 9 septembre : Brueghel   | |

### Années 1570
| Année | Naissances                 | Décès                                             | Œuvres ou événements marquants |
| ----- | -------------------------- | ------------------------------------------------- | ------------------------------ |
| 1570  |                            |                                                   |                                |
| 1571  | 29 septembre : Le Caravage | Nicolò dell'Abbate 13 février : Benvenuto Cellini |                                |
| 1572  |                            | François Clouet Agnolo di Cosimo (dit Bronzino)   |                                |
| 1573  |                            |                                                   |                                |
| 1574  |                            |                                                   |                                |
| 1575  | 4 novembre : Guido Reni    |                                                   |                                |
| 1576  |                            | 27 août : Titien                                  |                                |
| 1577  | 28 juin : Rubens           |                                                   |                                |
| 1578  |                            |                                                   |                                |
| 1579  |                            |                                                   |                                |

### Années 1580
| Année | Naissances             | Décès               | Œuvres ou événements marquants                  |
| ----- | ---------------------- | ------------------- | ----------------------------------------------- |
| 1580  | Frans Hals             |                     | Fin du maniérisme en Italie                     |
| 1581  |                        |                     |                                                 |
| 1582  | David Teniers le Jeune |                     |                                                 |
| 1583  |                        |                     |                                                 |
| 1584  |                        |                     | Début de l'Âge d'or de la peinture néerlandaise |
| 1585  |                        |                     | Début de la Peinture baroque flamande           |
| 1586  |                        |                     |                                                 |
| 1587  |                        |                     |                                                 |
| 1588  | Hendrick ter Brugghen  | 19 avril : Véronèse | L'Enterrement du comte d'Orgaz du Greco         |
| 1589  |                        |                     |                                                 |

### Années 1590
| Année | Naissances                                                      | Décès                   | Œuvres ou événements marquants                                                                                          |
| ----- | --------------------------------------------------------------- | ----------------------- | --- |
| 1590  |                                                                 | Bernard Palissy         | |
| 1591  |                                                                 |                         | |
| 1592  | Jacques Callot                                                  |                         | |
| 1593  | 14 mars : Georges de La Tour Jacob Jordaens                     | 11 juillet : Arcimboldo | |
| 1594  | 15 juin : Poussin                                               | 31 mai : Le Tintoret    | Gabrielle d'Estrées et une de ses sœurs, peintre inconnu                                                                |
| 1595  |                                                                 |                         | |
| 1596  |                                                                 |                         | |
| 1597  |                                                                 |                         | |
| 1598  | 7 décembre : Le Bernin Alessandro Algardi Francisco de Zurbarán |                         | |
| 1599  | 22 mars : Van Dyck 6 juin : Vélasquez                           |                         | |
| 1600  | Claude Gellée dit Le Lorrain                                    |                         | El Greco termine Vue de Tolède Caravaggio complète Le Crucifiement de saint Pierre Début de la période de l'Art baroque |

## XVIIesiècle

### Années 1600
| Année | Naissances                      | Décès | Œuvres ou événements marquants |
| ----- | ------------------------------- | ----- | --- |
| 1601  |                                 |       | |
| 1602  | 26 mai : Philippe de Champaigne |       | Le Caravage achève les tableaux de la chapelle Contarelli (La Vocation de saint Matthieu, Saint Matthieu et l'Ange, Le Martyre de saint Matthieu) |
| 1603  |                                 |       | Débuts de l'Ukiyo-e au Japon. |
| 1604  |                                 |       | |
| 1605  |                                 |       | |
| 1606  | Rembrandt                       |       | |
| 1607  |                                 |       | |
| 1608  |                                 |       | |
| 1609  |                                 |       | |

### Années 1610
| Année | Naissances                | Décès           | Œuvres ou événements marquants                    |
| ----- | ------------------------- | --------------- | ------------------------------------------------- |
| 1610  |                           | Le Caravage     |                                                   |
| 1611  |                           |                 |                                                   |
| 1612  |                           |                 |                                                   |
| 1613  |                           |                 |                                                   |
| 1614  |                           | Le Greco        |                                                   |
| 1615  |                           | Hans von Aachen |                                                   |
| 1616  |                           |                 |                                                   |
| 1617  | Bartolomé Estéban Murillo |                 |                                                   |
| 1618  | Moronobu                  |                 | Diego Velázquez peint Le Porteur d'eau de Séville |
| 1619  | Le Brun                   |                 |                                                   |

### Années 1620
| Année | Naissances | Décès | Œuvres ou événements marquants       |
| ----- | ---------- | ----- | ------------------------------------ |
| 1620  |            |       |                                      |
| 1621  |            |       |                                      |
| 1622  | Luo Mu     |       | Persée délivrant Andromède de Rubens |
| 1623  |            |       |                                      |
| 1624  |            |       | Frans Hals peint Le Cavalier riant   |
| 1625  |            |       |                                      |
| 1626  |            |       |                                      |
| 1627  |            |       |                                      |
| 1628  |            |       |                                      |
| 1629  |            |       |                                      |

### Années 1630
| Année | Naissances | Décès                    | Œuvres ou événements marquants                                                                                        |
| ----- | ---------- | ------------------------ | --- |
| 1630  |            |                          | Diego Velázquez termine La Forge de Vulcain                                                                           |
| 1631  |            |                          | |
| 1632  | Vermeer    |                          | La Leçon d'anatomie du Dr Tulp de Rembrandt                                                                           |
| 1633  |            |                          | Les Grandes Misères de la guerre, 18 eaux-fortes de Jacques Callot Antoine van Dyck termine Autoportrait au tournesol |
| 1634  |            |                          | |
| 1635  |            | Jacques Callot           | |
| 1636  |            | Dong Qichang             | |
| 1637  |            |                          | Version définitive de L'Enlèvement des Sabines de Poussin                                                             |
| 1638  |            | Pieter Brueghel le Jeune | |
| 1639  |            |                          | Les Trois Grâces de Rubens                                                                                            |

### Années 1640
| Année | Naissances    | Décès                  | Œuvres ou événements marquants                                                         |
| ----- | ------------- | ---------------------- | -------------------------------------------------------------------------------------- |
| 1640  |               | Rubens                 | Version définitive d'Et in Arcadia ego de Poussin                                      |
| 1641  |               | Van Dyck               | La Présentation au Temple de Simon Vouet                                               |
| 1642  |               | Guido Reni             | Rembrandt complète La Ronde de nuit                                                    |
| 1643  |               |                        |                                                                                        |
| 1644  |               |                        |                                                                                        |
| 1645  |               |                        |                                                                                        |
| 1646  |               |                        |                                                                                        |
| 1647  | Jean Jouvenet |                        |                                                                                        |
| 1648  |               |                        | Création de l'Académie royale de peinture et de sculpture. Débuts de l'art académique. |
| 1649  |               | David Teniers l'Ancien |                                                                                        |

### Années 1650
| Année | Naissances | Décès                             | Œuvres ou événements marquants                       |
| ----- | ---------- | --------------------------------- | ---------------------------------------------------- |
| 1650  |            |                                   |                                                      |
| 1651  |            |                                   | Vénus à son miroir de Vélasquez                      |
| 1652  |            | Georges de La Tour José de Ribera |                                                      |
| 1653  |            |                                   |                                                      |
| 1654  |            | Alessandro Algardi                |                                                      |
| 1655  |            |                                   |                                                      |
| 1656  |            |                                   | Les Ménines de Vélasquez                             |
| 1657  |            |                                   |                                                      |
| 1658  |            |                                   | La Laitière de Vermeer La Fuite en Égypte de Poussin |
| 1659  |            |                                   | Rembrandt termine La Lutte de Jacob avec l'ange      |

### Années 1660
| Année | Naissances | Décès                 | Œuvres ou événements marquants                           |
| ----- | ---------- | --------------------- | -------------------------------------------------------- |
| 1660  |            | Vélasquez             | Vue de Delft de Vermeer Le Chancelier Seguier de Le Brun |
| 1661  |            |                       |                                                          |
| 1662  |            |                       |                                                          |
| 1663  |            |                       |                                                          |
| 1664  |            | Francisco de Zurbarán |                                                          |
| 1665  |            | Poussin               |                                                          |
| 1666  |            | Frans Hals            | La Jeune Fille à la perle de Vermeer                     |
| 1667  |            |                       |                                                          |
| 1668  |            |                       | L'Astronome de Vermeer                                   |
| 1669  |            | Rembrandt             | Le Géographe de Vermeer                                  |

### Années 1670
| Année | Naissances      | Décès                              | Œuvres ou événements marquants |
| ----- | --------------- | ---------------------------------- | ------------------------------ |
| 1670  |                 |                                    |                                |
| 1671  | Kaigetsudō Ando |                                    | La Dentellière de Vermeer      |
| 1672  |                 |                                    |                                |
| 1673  |                 |                                    |                                |
| 1674  |                 | Philippe de Champaigne Kanō Tannyū |                                |
| 1675  |                 | Vermeer                            |                                |
| 1676  |                 |                                    |                                |
| 1677  |                 |                                    |                                |
| 1678  |                 | Jacob Jordaens                     |                                |
| 1679  |                 |                                    |                                |

### Années 1680
| Année | Naissances | Décès                                                  | Œuvres ou événements marquants |
| ----- | ---------- | ------------------------------------------------------ | ------------------------------ |
| 1680  |            | Le Bernin                                              |                                |
| 1681  |            |                                                        |                                |
| 1682  |            | Claude Gellée dit Le Lorrain Bartolomé Esteban Murillo |                                |
| 1683  |            |                                                        |                                |
| 1684  | Watteau    |                                                        |                                |
| 1685  |            |                                                        |                                |
| 1686  |            |                                                        |                                |
| 1687  |            |                                                        |                                |
| 1688  |            |                                                        |                                |
| 1689  |            |                                                        |                                |

### Années 1690
| Année | Naissances             | Décès                          | Œuvres ou événements marquants      |
| ----- | ---------------------- | ------------------------------ | ----------------------------------- |
| 1690  |                        | Le Brun David Teniers le Jeune |                                     |
| 1691  |                        |                                |                                     |
| 1692  |                        |                                |                                     |
| 1693  |                        |                                |                                     |
| 1694  |                        | Moronobu                       |                                     |
| 1695  |                        |                                |                                     |
| 1696  | Tiepolo                |                                |                                     |
| 1697  | Canaletto Hogarth      |                                |                                     |
| 1698  |                        |                                |                                     |
| 1699  | Chardin                |                                |                                     |
| 1700  | Charles-Joseph Natoire | Pietro Santi Bartoli           | Fin de la Peinture baroque flamande |

## XVIIIesiècle

### Années 1700
| Année | Naissances                               | Décès                                             | Œuvres ou événements marquants                |
| ----- | ---------------------------------------- | ------------------------------------------------- | --------------------------------------------- |
| 1701  | 5 novembre : Pietro Longhi Thomas Hudson |                                                   |                                               |
| 1702  | Carlo Marchionni                         |                                                   | Fin de l'Âge d'or de la peinture néerlandaise |
| 1703  | 29 septembre : Boucher                   |                                                   |                                               |
| 1704  | 5 septembre : Quentin de La Tour         |                                                   |                                               |
| 1705  | Charles-André van Loo                    | Zhu Da                                            |                                               |
| 1706  |                                          | Luo Mu                                            |                                               |
| 1707  | William Hoare Louis-Michel van Loo       | Evert Collier Shitao Willem Van de Velde le Jeune |                                               |
| 1708  | Pompeo Girolamo Batoni                   | Ludolf Bakhuysen                                  |                                               |
| 1709  |                                          | Meindert Hobbema Andrea Pozzo                     |                                               |

### Années 1710
| Année | Naissances                                         | Décès                     | Œuvres ou événements marquants              |
| ----- | -------------------------------------------------- | ------------------------- | ------------------------------------------- |
| 1710  |                                                    |                           |                                             |
| 1711  | Carl Gustaf Pilo                                   |                           |                                             |
| 1712  | Francesco Guardi                                   |                           |                                             |
| 1713  | František Jakub Prokyš Allan Ramsay Richard Wilson |                           |                                             |
| 1714  |                                                    |                           |                                             |
| 1715  |                                                    | François Girardon         |                                             |
| 1716  | Joseph-Marie Vien                                  |                           |                                             |
| 1717  |                                                    | Jean Jouvenet             | Le Pèlerinage à l'île de Cythère de Watteau |
| 1718  | Alexander Roslin                                   |                           |                                             |
| 1719  | Charles-Amédée-Philippe van Loo                    | Christoph Ludwig Agricola |                                             |

### Années 1720
| Année | Naissances            | Décès                | Œuvres ou événements marquants    |
| ----- | --------------------- | -------------------- | --------------------------------- |
| 1720  | 10 avril : Piranese   |                      | L'Enseigne de Gersaint de Watteau |
| 1721  |                       | 10 octobre : Watteau |                                   |
| 1722  |                       |                      |                                   |
| 1723  |                       |                      |                                   |
| 1724  |                       |                      |                                   |
| 1725  | Harunobu              |                      |                                   |
| 1726  |                       |                      |                                   |
| 1727  | 14 mai : Gainsborough |                      |                                   |
| 1728  |                       |                      | La Raie de Chardin                |
| 1729  |                       |                      |                                   |

### Années 1730
| Année | Naissances            | Décès           | Œuvres ou événements marquants |
| ----- | --------------------- | --------------- | ------------------------------ |
| 1730  | Shōhaku               |                 | Débuts du Rococo en France.    |
| 1731  |                       |                 |                                |
| 1732  | 5 avril : Fragonard   |                 |                                |
| 1733  |                       | Nicolas Coustou |                                |
| 1734  |                       |                 |                                |
| 1735  |                       |                 |                                |
| 1736  |                       |                 |                                |
| 1737  |                       |                 |                                |
| 1738  | John Singleton Copley |                 |                                |
| 1739  |                       |                 |                                |

### Années 1740
| Année | Naissances                            | Décès                            | Œuvres ou événements marquants |
| ----- | ------------------------------------- | -------------------------------- | ------------------------------ |
| 1740  |                                       |                                  |                                |
| 1741  | 7 février : Füssli                    |                                  |                                |
| 1742  |                                       |                                  |                                |
| 1743  |                                       | Kaigetsudō Ando Hyacinthe Rigaud |                                |
| 1744  |                                       |                                  |                                |
| 1745  |                                       |                                  |                                |
| 1746  | 30 mars : Goya François-André Vincent |                                  |                                |
| 1747  |                                       |                                  |                                |
| 1748  | 30 août : David                       |                                  |                                |
| 1749  |                                       |                                  |                                |

### Années 1750
| Année | Naissances              | Décès | Œuvres ou événements marquants               |
| ----- | ----------------------- | ----- | -------------------------------------------- |
| 1750  |                         |       | Thomas Gainsborough peint Mr and Mrs Andrews |
| 1751  |                         |       |                                              |
| 1752  | Kiyonaga                |       |                                              |
| 1753  | Utamaro                 |       |                                              |
| 1754  | Rosetsu                 |       |                                              |
| 1755  | Élisabeth Vigée Le Brun |       |                                              |
| 1756  |                         |       |                                              |
| 1757  | William Blake           |       |                                              |
| 1758  |                         |       |                                              |
| 1759  |                         |       |                                              |

### Années 1760
| Année | Naissances | Décès                 | Œuvres ou événements marquants                     |
| ----- | ---------- | --------------------- | -------------------------------------------------- |
| 1760  | Hokusai    |                       | Débuts de la peinture néo-classique.               |
| 1761  | John Opie  |                       |                                                    |
| 1762  |            |                       |                                                    |
| 1763  |            |                       |                                                    |
| 1764  |            | Hogarth               |                                                    |
| 1765  |            | Charles André van Loo |                                                    |
| 1766  |            |                       |                                                    |
| 1767  |            |                       |                                                    |
| 1768  |            | Canaletto             |                                                    |
| 1769  |            |                       | Les Hasards heureux de l'escarpolette de Fragonard |

### Années 1770
| Année | Naissances               | Décès                    | Œuvres ou événements marquants                                               |
| ----- | ------------------------ | ------------------------ | ---------------------------------------------------------------------------- |
| 1770  |                          | Tiepolo Boucher Harunobu | L'Enfant bleu de Gainsborough Débuts de la peinture romantique en Allemagne. |
| 1771  |                          | Louis-Michel van Loo     |                                                                              |
| 1772  |                          |                          |                                                                              |
| 1773  |                          |                          |                                                                              |
| 1774  | Caspar David Friedrich   |                          |                                                                              |
| 1775  | Turner                   |                          |                                                                              |
| 1776  | Constable John Vanderlyn |                          |                                                                              |
| 1777  |                          | Charles-Joseph Natoire   | Le Verrou de Fragonard                                                       |
| 1778  |                          | Piranese                 |                                                                              |
| 1779  |                          | Chardin Thomas Hudson    |                                                                              |

### Années 1780
| Année | Naissances | Décès                           | Œuvres ou événements marquants          |
| ----- | ---------- | ------------------------------- | --------------------------------------- |
| 1780  | Ingres     |                                 |                                         |
| 1781  |            | Shōhaku                         |                                         |
| 1782  |            | Richard Wilson                  | Première version du Cauchemar de Füssli |
| 1783  |            |                                 |                                         |
| 1784  |            | Allan Ramsay                    |                                         |
| 1785  |            | Pietro Longhi                   |                                         |
| 1786  |            | Carlo Marchionni                |                                         |
| 1787  |            | Pompeo Batoni                   |                                         |
| 1788  |            | Quentin de La Tour Gainsborough |                                         |
| 1789  |            |                                 |                                         |

### Années 1790
| Année | Naissances          | Décès                             | Œuvres ou événements marquants                            |
| ----- | ------------------- | --------------------------------- | --------------------------------------------------------- |
| 1790  |                     |                                   | La Pierre du Soleil (le Calendrier aztèque) est découvert |
| 1791  | Géricault           |                                   |                                                           |
| 1792  |                     |                                   |                                                           |
| 1793  |                     | Francesco Guardi Alexandre Roslin | Jacques-Louis David peint La Mort de Marat                |
| 1794  |                     |                                   |                                                           |
| 1795  |                     |                                   |                                                           |
| 1796  | Corot               |                                   |                                                           |
| 1797  | Hiroshige           |                                   |                                                           |
| 1798  | Delacroix Kuniyoshi |                                   |                                                           |
| 1799  |                     | Rosetsu                           | Los caprichos, 80 gravures de Goya                        |

## XIXesiècle
La frise suivante présente les périodes d'expression prédominante des différents mouvements artistiques apparus en Europe (orange), en Asie (jaune), au Moyen-Orient (vert), en Russie (rouge) et aux États-Unis (orange sombre) :

### Années 1800
| Année | Naissances | Décès             | Œuvres ou événements marquants                                                                 |
| ----- | ---------- | ----------------- | ---------------------------------------------------------------------------------------------- |
| 1800  |            |                   | La Maja nue de Goya                                                                            |
| 1801  | Cole       |                   |                                                                                                |
| 1802  |            | Girtin            |                                                                                                |
| 1803  |            |                   |                                                                                                |
| 1804  |            | Tiepolo           | L'Almanach des maisons vertes d'Utamaro, condamné à porter des menottes de bois pour 50 jours. |
| 1805  |            |                   |                                                                                                |
| 1806  |            | Fragonard Utamaro |                                                                                                |
| 1807  |            | John Opie         | Le Sacre de Napoléon de David                                                                  |
| 1808  | Daumier    |                   | William Blake termine Satan Watching the Endearments of Adam and Eve                           |
| 1809  |            | Joseph-Marie Vien |                                                                                                |

### Années 1810
| Année | Naissances        | Décès                          | Œuvres ou événements marquants                                                     |
| ----- | ----------------- | ------------------------------ | ---------------------------------------------------------------------------------- |
| 1810  | Kane              |                                | Francisco Goya commence à peindre sa série de 82 pièces Les Désastres de la guerre |
| 1811  |                   |                                |                                                                                    |
| 1812  |                   |                                |                                                                                    |
| 1813  |                   |                                |                                                                                    |
| 1814  |                   |                                | Tres de mayo de Goya La Grande Odalisque d'Ingres                                  |
| 1815  |                   | John Singleton Copley Kiyonaga | Les Désastres de la guerre, 82 gravures de Goya                                    |
| 1816  |                   | François-André Vincent         |                                                                                    |
| 1817  |                   |                                |                                                                                    |
| 1818  |                   |                                | Le Voyageur contemplant une mer de nuages de Caspar David Friedrich                |
| 1819  | 10 juin : Courbet |                                | Le Radeau de La Méduse de Géricault                                                |

### Années 1820
| Année | Naissances                            | Décès                                      | Œuvres ou événements marquants                |
| ----- | ------------------------------------- | ------------------------------------------ | --------------------------------------------- |
| 1820  |                                       |                                            |                                               |
| 1821  |                                       |                                            | John Constable termine La Charrette de foin   |
| 1822  |                                       |                                            | Triomphe de la peinture romantique en France. |
| 1823  |                                       |                                            |                                               |
| 1824  | Eugène Boudin Puvis de Chavannes      | Géricault                                  | La Mer de glace de Caspar David Friedrich     |
| 1825  | Gustave Moreau Hans Gude              | Jacques-Louis David Johann Heinrich Füssli |                                               |
| 1826  | Frederic Edwin Church                 |                                            |                                               |
| 1827  | Böcklin                               | William Blake                              | La Laitière de Bordeaux de Goya               |
| 1828  | Dante Gabriel Rossetti                | Goya                                       |                                               |
| 1829  | Anselm Feuerbach John Everett Millais |                                            |                                               |

### Années 1830
| Année | Naissances                    | Décès     | Œuvres ou événements marquants                                                      |
| ----- | ----------------------------- | --------- | ----------------------------------------------------------------------------------- |
| 1830  | Pissarro Albert Bierstadt     |           | La Liberté guidant le peuple de Delacroix Hokusai peint La Grande Vague de Kanagawa |
| 1831  |                               |           | Gargantua, caricature de Daumier, condamné à six mois de prison.                    |
| 1832  | Manet Gustave Doré            |           |                                                                                     |
| 1833  | Burne-Jones                   |           | Trente-six vues du mont Fuji de Hokusai                                             |
| 1834  | Degas Whistler William Morris |           | Les Cinquante-trois Stations du Tōkaidō de Hiroshige                                |
| 1835  |                               |           |                                                                                     |
| 1836  | Winslow Homer                 |           |                                                                                     |
| 1837  |                               | Constable |                                                                                     |
| 1838  |                               |           |                                                                                     |
| 1839  | Cézanne Sisley                |           | Le Dernier Voyage du Téméraire de Turner                                            |

### Années 1840
| Année | Naissances                                                  | Décès                   | Œuvres ou événements marquants                                        |
| ----- | ----------------------------------------------------------- | ----------------------- | --------------------------------------------------------------------- |
| 1840  | Monet Rodin Odilon Redon                                    | Caspar David Friedrich  |                                                                       |
| 1841  | Renoir Berthe Morisot                                       |                         | Invention du tube pliant pour la peinture d'art                       |
| 1842  |                                                             | Élisabeth Vigée Le Brun | Turner peint Paix - Funérailles en mer                                |
| 1843  |                                                             |                         | Lumière et Couleur de Turner                                          |
| 1844  | Ilia Répine Le Douanier Rousseau Thomas Eakins Mary Cassatt |                         | Pluie, Vapeur et Vitesse de Turner                                    |
| 1845  |                                                             |                         |                                                                       |
| 1846  |                                                             |                         |                                                                       |
| 1847  | Albert Pinkham Ryder Ralph Albert Blakelock                 |                         |                                                                       |
| 1848  | Gauguin Caillebotte                                         | Thomas Cole             | Débuts du réalisme en France. Débuts du préraphaélisme en Angleterre. |
| 1849  |                                                             | Hokusai                 |                                                                       |

### Années 1850
| Année | Naissances   | Décès          | Œuvres ou événements marquants |
| ----- | ------------ | -------------- | --- |
| 1850  |              |                | Un enterrement à Ornans de Courbet Jean-François Millet termine Le Semeur |
| 1851  |              | Turner         | |
| 1852  |              | John Vanderlyn | John Everett Millais complète Ophélie |
| 1853  | Van Gogh     |                | Jean Auguste Dominique Ingres termine Princesse Albert de Broglie |
| 1854  |              |                | Gustave Courbet peint La Rencontre (Bonjour Monsieur Courbet) Ramsgate Sands de William Powell Frith La Lumière du monde de William Holman Hunt                                                                |
| 1855  |              |                | Gustave Courbet présente ses peintures y compris la monumentale L'Atelier du peintre dans une tente à côté du Salon de peinture et de sculpture, provoquant l'indignation du public et l'admiration artistique |
| 1856  |              |                | Jean Auguste Dominique Ingres termine Madame Moitessier |
| 1857  | Eugène Atget |                | |
| 1858  |              | Hiroshige      | Cent vues d'Edo de Hiroshige |
| 1859  | Seurat       |                | |

### Années 1860
| Année | Naissances                                            | Décès     | Œuvres ou événements marquants                                 |
| ----- | ----------------------------------------------------- | --------- | -------------------------------------------------------------- |
| 1860  | James Ensor Alfons Mucha Walter Sickert Grandma Moses |           | Débuts du mouvement Arts & Crafts en Angleterre.               |
| 1861  | Maillol                                               | Kuniyoshi | Édouard Manet accepté par le Salon de peinture et de sculpture |
| 1862  | Klimt                                                 |           | Le Bain turc d'Ingres The Railway Station de Frith             |
| 1863  | Paul Signac Edvard Munch                              | Delacroix | Le Déjeuner sur l'herbe et Olympia de Manet                    |
| 1864  | Toulouse-Lautrec Camille Claudel                      |           | Le Wagon de troisième classe de Daumier                        |
| 1865  |                                                       |           | Brown termine Work                                             |
| 1866  | Kandinsky                                             |           |                                                                |
| 1867  | Bonnard Emil Nolde Frank Lloyd Wright                 | Ingres    |                                                                |
| 1868  | Vuillard                                              |           |                                                                |
| 1869  | Matisse                                               |           | La Grenouillère de Claude Monet                                |

### Années 1870
| Année | Naissances                                                       | Décès        | Œuvres ou événements marquants |
| ----- | ---------------------------------------------------------------- | ------------ | --- |
| 1870  | Maurice Denis William Glackens John Marin                        |              | |
| 1871  | Georges Rouault Aubrey Beardsley Giacomo Balla Jack Butler Yeats | Paul Kane    | L'Énigme de Gustave Doré La Mère de Whistler                                                                                         |
| 1872  | Mondrian                                                         |              | Impression, soleil levant de Monet Débuts de l'Impressionnisme en France.                                                            |
| 1873  |                                                                  |              | |
| 1874  |                                                                  |              | Les Saltimbanques de Gustave Doré La première exposition impressionniste a lieu dans un studio privé à l'extérieur du Salon de paris |
| 1875  |                                                                  | Corot Millet | Les Raboteurs de parquet de Caillebotte                                                                                              |
| 1876  | Brancusi Vlaminck August Sander                                  |              | Bal du moulin de la Galette de Renoir L'Absinthe de Degas Le Pont de l'Europe de Caillebotte                                         |
| 1877  | Raoul Dufy Van Dongen Marsden Hartley                            | Courbet      | Rue de Paris, temps de pluie de Caillebotte                                                                                          |
| 1878  | Augustus John                                                    |              | Mary Cassatt peint Portrait de l'artiste James Abbott McNeill Whistler poursuit John Ruskin pour diffamation                         |
| 1879  | Klee Malevitch Picabia Edward Steichen                           | Daumier      | |

### Années 1880
| Année | Naissances                                                   | Décès                  | Œuvres ou événements marquants |
| ----- | ------------------------------------------------------------ | ---------------------- | --- |
| 1880  | Franz Marc Kirchner Derain                                   |                        | Première version de L'Île des morts de Böcklin Anton Mauve complète Changement de pâtures Débuts du pointillisme.                                                           |
| 1881  | Picasso Fernand Léger Max Pechstein Albert Gleizes           |                        | Le Déjeuner des canotiers de Renoir La Petite Danseuse de quatorze ans de Degas                                                                                             |
| 1882  | Georges Braque Edward Hopper                                 | Dante Gabriel Rossetti | Le Penseur de Rodin |
| 1883  | Marie Laurencin Theo van Doesburg Walter Gropius             | Manet Gustave Doré     | |
| 1884  | Modigliani Max Beckmann                                      |                        | Un dimanche après-midi à l'Île de la Grande Jatte et Une baignade à Asnières de Seurat Débuts du divisionnisme.                                                             |
| 1885  | Robert Delaunay Sonia Delaunay                               |                        | |
| 1886  | Arp Kokoschka Diego Rivera                                   |                        | |
| 1887  | Macke Juan Gris Kurt Schwitters Chagall Duchamp Le Corbusier |                        | Les Grandes Baigneuses de Renoir |
| 1888  | Chirico                                                      |                        | La chambre à coucher et première Nuit étoilée de van Gogh Vincent van Gogh commence sa série de tournesols Lawrence Alma-Tadema peint Héliogabale Débuts du mouvement nabi. |
| 1889  | Jean Cocteau                                                 | Alexandre Cabanel      | Iris et deuxième Nuit étoilée de van Gogh Le Christ jaune de Gauguin Auguste Rodin moule Les Bourgeois de Calais                                                            |

### Années 1890
| Année | Naissances                                             | Décès                                                                                      | Œuvres ou événements marquants                                                             |
| ----- | ------------------------------------------------------ | ------------------------------------------------------------------------------------------ | ------------------------------------------------------------------------------------------ |
| 1890  | Man Ray Egon Schiele                                   | Van Gogh                                                                                   | Nature morte aux pommes de Cézanne                                                         |
| 1891  | Max Ernst Otto Dix Lipchitz                            | Jongkind Seurat                                                                            |                                                                                            |
| 1892  | Jean Lurçat Stuart Davis                               |                                                                                            | Paul Gauguin peint Quand te maries-tu ?                                                    |
| 1893  | Miró Soutine George Grosz                              |                                                                                            | Edvard Munch termine Le Cri                                                                |
| 1894  | Norman Rockwell                                        | Caillebotte                                                                                | Monet achève sa série des Cathédrales de Rouen commencée en 1892. Débuts de l'art nouveau. |
| 1895  |                                                        | Berthe Morisot                                                                             |                                                                                            |
| 1896  | André Masson                                           | William Morris John Everett Millais                                                        |                                                                                            |
| 1897  | Paul Delvaux                                           |                                                                                            | Paul Gauguin peint D'où venons-nous ? Que sommes-nous ? Où allons-nous ?                   |
| 1898  | Magritte Calder Jean Fautrier Henry Moore M. C. Escher | Burne-Jones Aubrey Beardsley Eugène Boudin Félicien Rops Puvis de Chavannes Gustave Moreau | D'où venons-nous ? Que sommes-nous ? Où allons-nous ? de Gauguin                           |
| 1899  | Lucio Fontana                                          | Sisley                                                                                     |                                                                                            |
| 1900  | Yves Tanguy                                            | Frederic Edwin Church                                                                      |                                                                                            |

## XXesiècle
La frise suivante présente les périodes d'expression prédominante des différents mouvements artistiques apparus en Europe (orange), en Asie (jaune), au Moyen-Orient (vert), en Russie (rouge) et aux États-Unis (orange sombre) :

### Années 1900
| Année | Naissances                                | Décès                     | Œuvres ou événements marquants |
| ----- | ----------------------------------------- | ------------------------- | --- |
| 1901  | Dubuffet GiacomettiStanley William Hayter | Toulouse-Lautrec Böcklin  | La période bleue de Picasso commence |
| 1902  | Wifredo Lam                               | James Tissot              | Auguste Rodin moule Le Penseur |
| 1903  | Rothko                                    | Gauguin Whistler Pissarro | |
| 1904  | Dalí de Kooning Arshile Gorky             |                           | |
| 1905  |                                           |                           | 7 juin : Débuts du mouvement Die Brücke. Salon d'automne de Paris : débuts du fauvisme. Henri Matisse peint Femme au chapeau                                                              |
| 1906  | Vasarely                                  | Paul Cézanne              | Henri Matisse peint Le bonheur de vivre |
| 1907  | Frida Kahlo                               |                           | La Charmeuse de serpents du douanier Rousseau Les Demoiselles d'Avignon de Picasso, Maisons à l'Estaque de Braque Débuts du cubisme.                                                      |
| 1908  | Balthus Lee Krasner Henri Cartier-Bresson |                           | Première exposition de la Ash Can School |
| 1909  | Bacon                                     |                           | La Danse de Matisse Manifeste du futurisme de Marinetti : débuts du futurisme en Italie. Pablo Picasso et Georges Braque collaborent conjointement dans l'invention du Cubisme analytique |

### Années 1910
| Année | Naissances        | Décès                   | Œuvres ou événements marquants |
| ----- | ----------------- | ----------------------- | --- |
| 1910  |                   | Le douanier Rousseau    | Débuts de l'art abstrait. Débuts de l'Art déco. |
| 1911  | Louise Bourgeois  |                         | |
| 1912  | Jackson Pollock   |                         | Nu descendant un escalier de Marcel Duchamp Débuts du mouvement Der Blaue Reiter en Allemagne. Débuts de l'orphisme en France.                                                |
| 1913  | Robert Capa       |                         | Composition VII de Kandinsky L'Armory Show ouvre à New York. Il affiche des œuvres d'artistes qui deviendront certains des peintres les plus influents du début du XXe siècle |
| 1914  | Nicolas de Staël  | August Macke            | Portrait prémonitoire de Guillaume Apollinaire de Chirico |
| 1915  | Robert Motherwell |                         | |
| 1916  | Louis le Brocquy  | Franz Marc Odilon Redon | Cabaret Voltaire : débuts du mouvement dada. |
| 1917  |                   | Degas Rodin             | Fontaine de Marcel Duchamp Débuts du mouvement De Stijl aux Pays-Bas. |
| 1918  |                   | Klimt Egon Schiele      | Carré blanc sur fond blanc de Kasimir Malevitch |
| 1919  | Soulages          | Renoir                  | Débuts de l'expressionnisme en Allemagne. Débuts du Bauhaus en Allemagne. |

### Années 1920
| Année | Naissances                                                     | Décès      | Œuvres ou événements marquants                                                                                        |
| ----- | -------------------------------------------------------------- | ---------- | --- |
| 1920  | Helmut Newton                                                  | Modigliani | Manifeste réaliste de Naum Gabo : débuts du Constructivisme en Union soviétique.                                      |
| 1921  | César Georges Mathieu Karel Appel Joseph Beuys Jean Dewasne    |            | |
| 1922  | Lucian Freud                                                   |            | La Machine à gazouiller de Paul Klee                                                                                  |
| 1923  | Lichtenstein                                                   |            | Marcel Duchamp complète La mariée mise à nu par ses célibataires, même                                                |
| 1924  |                                                                |            | Manifeste du surréalisme d'André Breton : débuts du Surréalisme.                                                      |
| 1925  | Robert Rauschenberg                                            | Vallotton  | Débuts de la Nouvelle Objectivité en Allemagne.                                                                       |
| 1926  |                                                                | Monet      | |
| 1927  |                                                                | Juan Gris  | Présentation des Nymphéas de Monet au musée de l'Orangerie.                                                           |
| 1928  | Klein Bernard Buffet Warhol Arman Hundertwasser Gilles Aillaud |            | |
| 1929  | Claes Oldenburg                                                |            | Diego Rivera épouse Frida Kahlo Le Museum of Modern Art ouvre à New York René Magritte produit La Trahison des images |

### Années 1930
| Année | Naissances                                          | Décès                    | Œuvres ou événements marquants |
| ----- | --------------------------------------------------- | ------------------------ | --- |
| 1930  | Jasper Johns Niki de Saint Phalle Gabrielle Bouffay | Ilia Répine              | Grant Wood peint American Gothic |
| 1931  | Roman Opałka                                        |                          | La Persistance de la mémoire de Dalí |
| 1932  | Fernando Botero Erró                                |                          | |
| 1933  | Manzoni Herman Braun-Vega                           |                          | |
| 1934  | Antonio Seguí Peter Saul                            |                          | Le Grand Verre ( La Mariée mise à nu par ses célibataires, même) de Marcel Duchamp                                                                                                  |
| 1935  | Christo Michel Journiac Vladimir Veličković         | Signac Malevitch         | |
| 1936  | Frank Stella                                        |                          | |
| 1937  | Hockney Eduardo Arroyo                              |                          | Exposition de l'« Art dégénéré » par l'Allemagne nazie Guernica de Picasso Métamorphose de Narcisse de Dalí Man Ray réalise ses premières œuvres photographiques en light painting. |
| 1938  | Robert Smithson Baselitz Buren                      | Suzanne Valadon Kirchner | |
| 1939  | Gérard Fromanger                                    | Mucha                    | |

### Années 1940
| Année | Naissances                        | Décès                            | Œuvres ou événements marquants                                                                       |
| ----- | --------------------------------- | -------------------------------- | --- |
| 1940  |                                   | Vuillard Paul Klee               | |
| 1941  | Markus Raetz Bruce Nauman         | Delaunay                         | |
| 1942  |                                   |                                  | Peggy Guggenheim ouvre The Art of This Century gallery                                               |
| 1943  | Annette Messager Frédéric Brandon | Soutine                          | Piet Mondrian complète Broadway Boogie-Woogie                                                        |
| 1944  | Boltanski                         | Munch Mondrian Maillol Kandinsky | Francis Bacon termine Trois études de figures au pied d'une crucifixion                              |
| 1945  | Gilles Ghez                       |                                  | Débuts de l'art brut.                                                                                |
| 1946  | David Weiss Robert Mapplethorpe   |                                  | La Tentation de saint Antoine de Dalí                                                                |
| 1947  | Giuseppe Penone                   | Bonnard                          | Débuts de l'abstraction lyrique en Europe. Peggy Guggenheim ferme The Art of This Century gallery    |
| 1948  | Eric Fischl                       | Kurt Schwitters Arshile Gorky    | |
| 1949  |                                   | James Ensor                      | Débuts de l'expressionnisme abstrait aux États-Unis. Alberto Giacometti termine Three Men Walking II |

### Années 1950
| Année | Naissances    | Décès                                      | Œuvres ou événements marquants |
| ----- | ------------- | ------------------------------------------ | --- |
| 1950  |               |                                            | Autumn Rhythm (Number 30), drip painting de Jackson Pollock Débuts de l'hyperréalisme. Débuts de l'art numérique. |
| 1951  |               | Wols                                       | Willem de Kooning peint Woman I Le Ninth Street Show (New York, 1951), un événement majeur d'Expressionnisme abstrait |
| 1952  | Peter Fischli |                                            | Jackson Pollock peint Blue Poles et Number Twelve (endommagé par un incendie dans le Governors Mansion, Albany, NY en 1961), une grande peinture colorée de taches qui prédit à la fois la peinture Color Field et Lyrical Abstraction La Tristesse du roi de Matisse Débuts de l'Action Painting. |
| 1953  |               | Raoul Dufy Francis Picabia                 | Débuts de l'art cinétique. |
| 1954  | Anish Kapoor  | Derain Matisse Frida Kahlo                 | |
| 1955  | Jeff Koons    | Yves Tanguy Nicolas de Staël Fernand Léger | Jasper Johns complète Flag (peinture du drapeau américain) |
| 1956  |               | Emil Nolde Marie Laurencin Jackson Pollock | Just what is it that makes today's homes so different, so appealing? de Richard Hamilton Débuts du pop art. |
| 1957  |               | Brancusi Diego Rivera                      | Jean Lurçat entreprend la suite de tapisseries du Chant du monde. |
| 1958  | Keith Haring  | Georges Rouault Giacomo Balla Vlaminck     | Frank Stella introduit les peintures noires pinstripe. |
| 1959  |               | George Grosz                               | |

### Années 1960
| Année | Naissances           | Décès                            | Œuvres ou événements marquants                       |
| ----- | -------------------- | -------------------------------- | ---------------------------------------------------- |
| 1960  | Jean-Michel Basquiat |                                  | Color Field et Hard-edge : renouveau du Minimalisme. |
| 1961  |                      | Grandma Moses                    |                                                      |
| 1962  | Takashi Murakami     | Yves Klein                       |                                                      |
| 1963  |                      | Braque Manzoni                   |                                                      |
| 1964  |                      | Fautrier                         |                                                      |
| 1965  |                      | Le Corbusier                     |                                                      |
| 1966  |                      | Jean Lurçat Giacometti           |                                                      |
| 1967  | Matthew Barney       | Hopper Magritte                  | Débuts de l'Arte povera en Italie.                   |
| 1968  |                      | van Dongen Lucio Fontana Duchamp | Débuts de l'art urbain (Street art).                 |
| 1969  |                      | Otto Dix Walter Gropius          | Débuts de l'abstraction lyrique aux États-Unis.      |

### Années 1970
| Année | Naissances | Décès                    | Œuvres ou événements marquants |
| ----- | ---------- | ------------------------ | ------------------------------ |
| 1970  |            | Mark Rothko              |                                |
| 1971  |            |                          |                                |
| 1972  |            | M.C. Escher              |                                |
| 1973  |            | Picasso Lipschitz        |                                |
| 1974  |            |                          |                                |
| 1975  |            |                          |                                |
| 1976  |            | Max Ernst Calder Man Ray |                                |
| 1977  |            |                          | Ouverture du Centre Pompidou   |
| 1978  |            | Chirico Norman Rockwell  |                                |
| 1979  |            | Sonia Delaunay           |                                |

### Années 1980
| Année | Naissances | Décès                                       | Œuvres ou événements marquants                                                                               |
| ----- | ---------- | ------------------------------------------- | --- |
| 1980  |            | Kokoschka                                   | |
| 1981  |            |                                             | |
| 1982  |            | Wifredo Lam                                 | |
| 1983  |            | Miró                                        | |
| 1984  |            |                                             | |
| 1985  |            | Chagall Dubuffet                            | La présentation de la collection de Charles Saatchi éveille l'intérêt du public pour le néo-expressionnisme. |
| 1986  |            | Joseph Beuys Henry Moore                    | |
| 1987  |            | Andy Warhol André Masson                    | |
| 1988  |            | Jean-Michel Basquiat Stanley William Hayter | |
| 1989  |            | Dalí Robert Mapplethorpe                    | |

### Années 1990 à 2000
| Année | Naissances | Décès                            | Œuvres ou événements marquants |
| ----- | ---------- | -------------------------------- | ------------------------------ |
| 1990  |            | Keith Haring                     |                                |
| 1991  |            | Robert Motherwell                |                                |
| 1992  |            | Bacon                            |                                |
| 1993  |            |                                  |                                |
| 1994  |            | Paul Delvaux                     |                                |
| 1995  |            | Michel Journiac                  |                                |
| 1996  |            |                                  |                                |
| 1997  |            | Vasarely De Kooning Lichtenstein |                                |
| 1998  |            | César                            |                                |
| 1999  |            | Bernard Buffet Jean Dewasne      |                                |
| 2000  |            | Friedensreich Hundertwasser      |                                |

## XXIesiècle

### Années 2001 à 2010
| Année | Naissances | Décès                 | Œuvres ou événements marquants |
| ----- | ---------- | --------------------- | ------------------------------ |
| 2001  |            | Balthus               |                                |
| 2002  |            | Niki de Saint Phalle  |                                |
| 2003  |            |                       |                                |
| 2004  |            | Henri Cartier-Bresson |                                |
| 2005  |            | Arman Gilles Aillaud  |                                |
| 2006  |            | Karel Appel           |                                |
| 2007  |            |                       |                                |
| 2008  |            | Robert Rauschenberg   |                                |
| 2009  |            |                       |                                |
| 2010  |            | Louise Bourgeois      |                                |

### Années 2011 à 2020
| Année | Naissances | Décès                                 | Œuvres ou événements marquants |
| ----- | ---------- | ------------------------------------- | ------------------------------ |
| 2011  |            | Lucian Freud Roman Opałka             |                                |
| 2012  |            | David Weiss Georges Mathieu           |                                |
| 2013  |            |                                       |                                |
| 2014  |            |                                       |                                |
| 2015  |            |                                       |                                |
| 2016  |            |                                       |                                |
| 2017  |            |                                       |                                |
| 2018  |            | Eduardo Arroyo                        |                                |
| 2019  |            | Herman Braun-Vega Vladimir Veličković |                                |
| 2020  |            |                                       |                                |

### Années 2021 à 2030
| Année | Naissances | Décès                         | Œuvres ou événements marquants |
| ----- | ---------- | ----------------------------- | ------------------------------ |
| 2021  |            | Gérard Fromanger              |                                |
| 2022  |            | Antonio Seguí Pierre Soulages |                                |
| 2023  |            |                               |                                |
| 2024  |            |                               |                                |

## Autres chronologies thématiques
- Aéronautique • Architecture • Astronomie • Automobile • Bande dessinée
- Chemins de fer • Cinéma • Échecs • Football • Jeu vidéo • Littérature • Musique
- Santé et médecine • Science • Sociologie • Sport • Théâtre • Télévision